# Diffusion des ondes
Pour les articles homonymes, voir Diffusion et ondes (homonymie).

Diffusion d'un rayon lumineux par une sphère.

La diffusion est le phénomène par lequel un rayonnement, comme la lumière, le son ou un faisceau de particules, est dévié dans diverses directions par une interaction avec d'autres objets. La diffusion peut être isotrope, c'est-à-dire répartie uniformément dans toutes les directions, ou anisotrope. En particulier, la fraction de l'onde incidente qui est retournée dans la direction d'où elle provient est appelée rétrodiffusion (backscatter en anglais). La diffusion peut s'effectuer avec ou sans variation de fréquence. On parle de diffusion inélastique dans le premier cas, élastique dans le second. La polarisation du rayonnement incident peut être modifiée par la diffusion.
Historiquement, le développement de la compréhension des phénomènes et de leur modélisation est le fait de nombreux physiciens.

## Définitions, propriétés

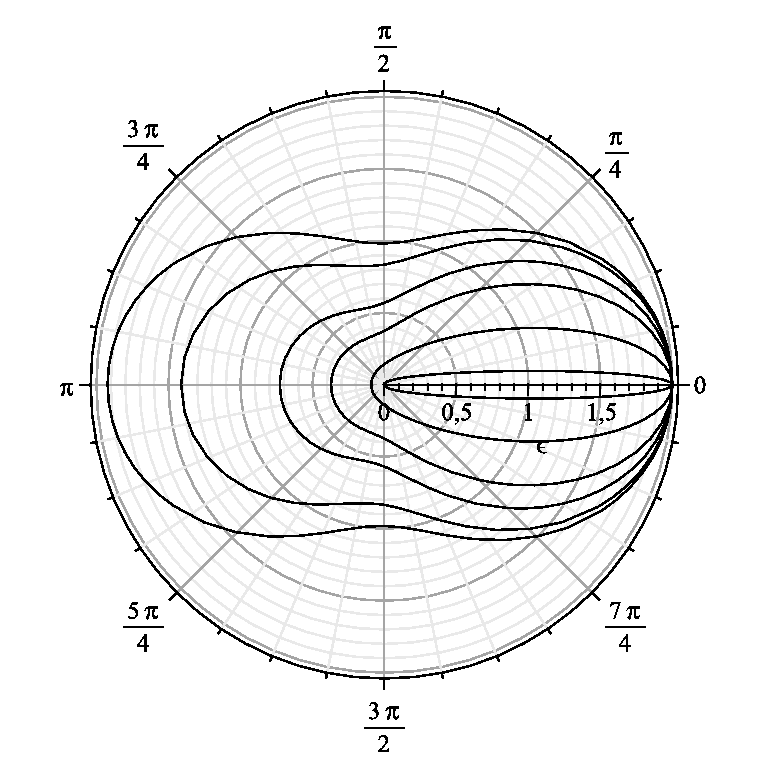
Fonctions de phase non normalisées pour la diffusion Compton à diverses énergies (le rayonnement arrive de la gauche). Aux faibles énergies on retrouve la fonction de phase symétrique de Thomson.

La diffusion d'une onde sur un centre diffuseur est définie par la section efficace {\displaystyle \Sigma =\sigma (\nu \rightarrow \nu ')P(\mathbf {\Omega } \rightarrow \mathbf {\Omega } ')} donnant la variation de fréquence {\displaystyle \nu '-\nu } et de direction {\displaystyle \mathbf {\Omega } '-\mathbf {\Omega } } du rayonnement incident.
P est la fonction de phase qui dans la plupart des cas respecte la symétrie cylindrique : la déviation {\displaystyle \alpha =\arccos \,(\mathbf {\Omega } '\cdot \mathbf {\Omega } )} est indépendante de la direction d'arrivée {\displaystyle \mathbf {\Omega } }. Elle représente la distribution angulaire de {\displaystyle \mathbf {\Omega } '} pour {\displaystyle \mathbf {\Omega } } donné et est donc normée
{\displaystyle \int _{\Omega }P\mathrm {d} \Omega =1}
Le rayonnement est caractérisé par la luminance donnant la quantité d'énergie pour un intervalle de fréquence donnée, dans un angle solide donné autour de la direction {\displaystyle \mathbf {\Omega } }, éventuellement pour un intervalle de polarisation donné. La luminance obéit à l'équation de transfert radiatif qui est une équation intégro-différentielle linéaire. On peut donc homogénéiser simplement le milieu de la façon suivante :
- Plusieurs types de centres diffuseurs positionnés aléatoirement.

Soit {\displaystyle n_{i}} le nombre de diffuseurs de type i par unité de volume, chacun associé à la section efficace {\displaystyle \Sigma _{i}}, la section efficace moyenne {\displaystyle \Sigma _{m}} du milieu est
{\displaystyle \Sigma _{m}=\sum _{i}n_{i}\Sigma _{i}}
- Distribution aléatoire de position, forme et taille des centres diffuseurs.

La section efficace est alors le produit de convolution
{\displaystyle \Sigma _{m}=\int _{0}^{\infty }\int _{\Omega }\Sigma \,f(n)\,\mathrm {d} \Omega \,\mathrm {d} \nu }
où f est la densité de probabilité d'avoir une particule d'espèce n d'orientation donnée.
Cette situation se présente dans le cas de particules non sphériques d'orientation aléatoire pour lesquelles la fonction de phase individuelle est quelconque (effet Tyndall). Pour autant la fonction de phase totale respecte la symétrie cylindrique. De plus ce phénomène entraîne la dépolarisation de la lumière.
Ces relations supposent l'absence d'interactions multiples présentes lorsque la taille du centre diffuseur est du même ordre de grandeur que la distance entre deux d'entre eux. Dans le cas contraire on parle de diffusion dépendante.

## Différents types de diffusion suivant le couple de particules impliquées
La plupart des phénomènes cités ci-dessous correspondent à une diffusion indépendante dans laquelle le transfert d'énergie est faible et souvent compensé par d'autres mécanismes.

### Ondes électromagnétiques - particules élémentaires
- La diffusion Compton est la diffusion inélastique d'ondes électromagnétiques (à hautes énergies[N 2] : rayons γ, rayons X) par des électrons libres, ou faiblement liés dans un atome.
- La diffusion Thomson est la diffusion élastique des ondes électromagnétiques par des électrons libres d'énergie faible[N 2] (par exemple dans la photosphère d'une étoile).
- La diffusion Compton inverse (diffusion d'électrons énergétiques par un gaz de photons peu énergétiques rencontré dans l'effet Sunyaev-Zel'dovich) est un cas de diffusion multiple et couplé où la distribution spectrale des photons est drastiquement modifiée par l'interaction. L'interaction individuelle est identique à la diffusion Compton.

### Ondes électromagnétiques - matière

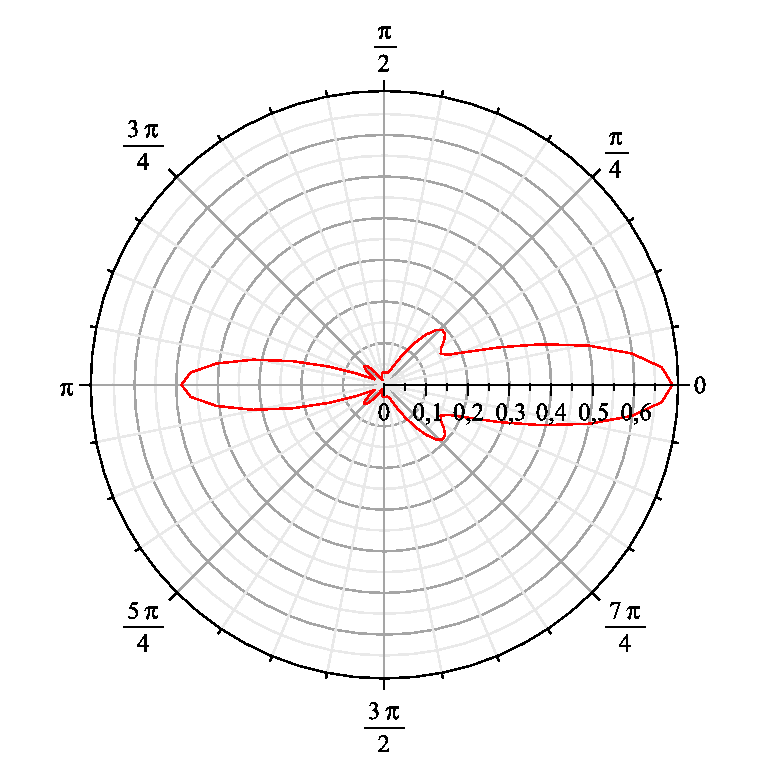
Diffusion de Mie (le rayonnement arrive de la gauche).

Le cas le plus souvent rencontré et le plus étudié est celui de la diffusion des ondes électromagnétiques. La diffusion de la lumière ou encore d'ondes radio (fonctionnement du radar) sont des exemples courants de ce principe.
- La diffusion de Mie est la diffusion élastique des ondes électromagnétiques. Elle a lieu lorsque les diffuseurs sont d'une taille comparable à la longueur d'onde incidente et comporte des lobes de diffraction. La diffusion Rayleigh en est un cas limite. La théorie de Mie décrit le phénomène pour des particules sphériques. Pour des particules de forme quelconque on parle parfois de diffusion de Tyndall.
- La diffusion Rayleigh est la diffusion élastique pour des ondes électromagnétiques dont la longueur d'onde est très supérieure à la taille des éléments diffusants (plus de 10 fois supérieure). Cette diffusion est à l'origine de la couleur bleue du ciel. Lorsque nous dirigeons notre regard vers le soleil ou au voisinage de celui-ci, nous percevons les rayonnements les plus directs. Peu diffusés par l'atmosphère, ils ont une grande longueur d'onde (couleur tendant vers le rouge). Lorsque nous dirigeons notre regard ailleurs dans le ciel, nous percevons des rayonnements dont la trajectoire à partir du soleil est très indirecte. Ces rayonnements résultent de la diffusion de Rayleigh qui est plus prononcée pour de courtes longueurs d'onde (couleur tendant vers le violet).
- La diffusion Raman est la diffusion inélastique d'ondes électromagnétiques sur des atomes, des molécules, ou des solides. La différence d'énergie entre un photon absorbé et un photon réémis est égale à la différence d'énergie entre deux états de rotation ou de vibration de l'objet diffusant. La spectroscopie Raman est une technique de caractérisation de matériaux reprenant ce principe.
- La diffusion Brillouin est la diffusion inélastique d'ondes électromagnétiques sur un solide, elle concerne notamment les interactions avec les phonons acoustiques.

Le phénomène de diffusion peut également se produire quand une onde radio (radio, TV...)  rencontre un obstacle dont la surface n'est pas parfaitement plane et lisse. C'est le cas de couches ionisées, de la surface du sol dans les régions vallonnées (pour les longueurs d'onde les plus grandes) ou de la surface d'obstacles (falaises, forêts, constructions...) pour les ondes ultra-courtes (au-dessus de quelques centaines de mégahertz). Comme en optique, la diffusion dépend du rapport entre la longueur d'onde et les dimensions des obstacles ou des irrégularités à la surface des obstacles réfléchissants. Ces derniers peuvent être aussi variés que des rideaux de pluie (en hyperfréquences) ou des zones ionisées lors d'aurores polaires.

### Particules élémentaires - matière
Il s'agit de l'interaction de particules chargées avec le noyau de l'atome (diffusions Rutherford, Mott).

## Régimes de diffusion suivant la longueur d'onde et la taille du centre diffuseur
On distingue généralement trois régimes de diffusion, selon la taille caractéristique des éléments diffuseurs par rapport à la longueur d'onde considérée :
- le régime spéculaire : les diffuseurs sont grands devant la longueur d'onde du rayonnement. La physique adaptée à cette échelle est l'optique géométrique. Le mot spéculaire désigne la direction dans laquelle la lumière se réfléchit d'après les lois de Descartes ;
- le régime résonnant : dans ce cas intermédiaire, la taille des diffuseurs est de l'ordre de grandeur de la longueur d'onde. C'est le cas des réseaux de diffraction par exemple ;
- le régime de diffusion Thomson ou Rayleigh : les centres diffuseurs sont petits devant la longueur d'onde.

## Applications
La compréhension des phénomènes de diffusion est très importante notamment pour le secteur médical : la majorité des techniques d'imagerie médicale utilise la diffusion. On peut également envisager des applications militaires (détection de tanks dans une jungle humide, etc.). Enfin, plusieurs techniques de spectroscopie (ou « spectrométrie ») utilisent les principes de la diffusion.

### Rétrodiffusion
Le domaine le plus courant d'utilisation de la diffusion est sa composante rétrodiffusée. Le lidar, le radar et le sonar utilisent tous la propriété qu'ont les cibles de renvoyer une partie de l'énergie incidente vers l'émetteur du signal ou un récepteur secondaire. En général, on utilisera la plage de la diffusion de Rayleigh pour obtenir une proportionnalité entre le signal incident et le retour.
On utilise également la rétrodiffusion dans les guides d'ondes et les fibres optiques afin de détecter des défauts de fabrication. En effet, la diffusion de Rayleigh atténue graduellement le signal dans la direction de propagation et les imperfections vont renvoyer une importante partie de celui-ci vers la source. En mesurant le retour, on peut calculer les pertes dans le guide ou la fibre sans avoir à le couper pour introduire un appareil qui mesure les pertes directement la différence de signal depuis l'émetteur.

### Diffusion par une surface
La diffusion par une surface, utilisée pour les notions de réflectivité simple, réflectivité bidirectionnelle, émissivité est un cas particulier de rétrodiffusion. Elle consiste à donner pour une hypothétique surface lisse d'un matériau homogène les propriétés équivalentes résultant de processus en volume décrits ci-dessus.

### Tavelure
Les tavelures constituent un cas particulier de diffusion résultant de l'interaction d'un faisceau cohérent avec un milieu inhomogène.